# Antihelmíntic
Un antihelmíntic és un medicament que actua sobre els cucs paràsits (helmints) intestinals. Hi ha dos tipus d'antihelmíntics: els vermífugs, que actuen contra els cucs de dimensions petites, i els tenífugs, que expulsen d'altres més grans, com les tènies, les solitàries, etc.
Entre els antihelmíntics vermífugs hi ha la santonina, el quenopodi, la violeta de genciana, el pirvini, la tintura d'all, la piperazina, etc. Entre els tenífugs, la falguera mascle, la llavor de carbassa, etc.

## Tipus
Molts dels primers mètodes de tractament es basaven en herbes, per exemple, en l'oli d'herbes del gènere Chenopodium, que durant segles s'ha utilitzat com a antihelmíntic. L'any 1908 es va descobrir que el component actiu era l'ascaridol. Els moderns antihelmíntics d'ampli espectre han estat desenvolupats per empreses farmacèutiques que poden permetre's els programes de cribratge i els sistemes de prova necessaris per al desenvolupament de medicaments moderns.
Històricament, han existit tres classes principals de fàrmacs antihelmíntics d'espectre ampli. Aquests són els benzimidazols, els imidazotiatzols/tetrahidropirimidines i les lactones macrocícliques.
- Els benzimidazols destrueixen els microtúbuls dels cucs parasitaris, els quals són una part important del citoesquelet de les seves cèl·lules.[7][8] Els fàrmacs d'aquesta categoria inclouen:
  - El albendazol és efectiu contra les tènies, els cucs rodons, el tricocèfal, els cucs plans, i els anquilostomes.
  - El mebendazol és efectiu contra diverses nematodes.
  - El tiabendazole és efectiu contra diverses nematodes.
  - El fenbendazole és efectiu contra diversos paràsits.[9]
  - El triclabendazol és efectiu contra els trematodes hepàtics.
  - El flubendazol és efectiu contra la majoria de paràsits intestinals.[10]
- Els imidazotiatzols/tetrahidropirimidines inclouen els receptors de nicotina acetilcolina,[11][12] inclòs:
  - El levamisol.
  - El pamoat de pirantel és efectiu contra la majoria de nematodes parasitàries intestinals.
- Les lactones macrocícliques són agonistes dels canals de clorur amb astringència de glutamat, i inclouen:
  - Els ivermectines (incloent l'ivermectina i el moxidectina) — són efectives contra la majoria de paràsits intestinals comuns, excepte les tènies, per a les quals normalment s'utilitza el praziquantel en combinació amb altres fàrmacs per a una desparasitació massiva.[13]